# London Underground type D78
Type D of ook wel D78 Stock was een treintype dat dienstdeed op de District Line tussen Richmond en Upminster. De District Line is onderdeel van de Londense metro.

## Constructie
De treinstellen werden in 1976 besteld als vervanging voor de oude treinstellen type R, CO en CP die dienstdeden op de District Line. De 75 treinen werden gebouwd door Metro Cammell en kwamen vanaf 1980 in dienst. In 1983 werd het laatste treinstel geleverd. Een 6-wagentrein bestaat uit twee permanent gekoppelde driewagenstellen. Er zijn twee soorten driewagenstellen: 130 stuks bestaande uit motorrijtuig met cabine (DM, driving motor), niet gemotoriseerd tussenrijtuig (T, trailer) en motorrijtuig zonder cabine (UNDM, uncoupling non driving motor). De overige 20 treinstellen hebben aan beide kanten een cabine, en zouden dus als losse treinstellen kunnen rijden. Hun samenstelling is DM - T - DM.

## Renovatie
In de zomer van 2005 begon bij Bombardier Transportation de renovatie van de treinstellen die tot 2008 zou duren. Na de renovatie was er een aantal zichtbare kenmerken:
- De huisstijl van de Londense metro, rood, blauw en wit, is toegepast. Voorheen waren de treinen aluminiumkleurig.
- Het interieur van de treinstellen is groen en wit. In de oude treinen was de kleur beige.
- Vloerbekleding is vervangen door rubber.
- Balken om jezelf aan vast te houden in plaats van handvatten.
- Elektronische schermen met bestemmingsaanduiding binnen en buiten de trein
- Een via gps en afstandsmeting gestuurd informatiesysteem waardoor het volgende station automatisch omgeroepen wordt.
- Een aantal plaatsen voor rolstoelen

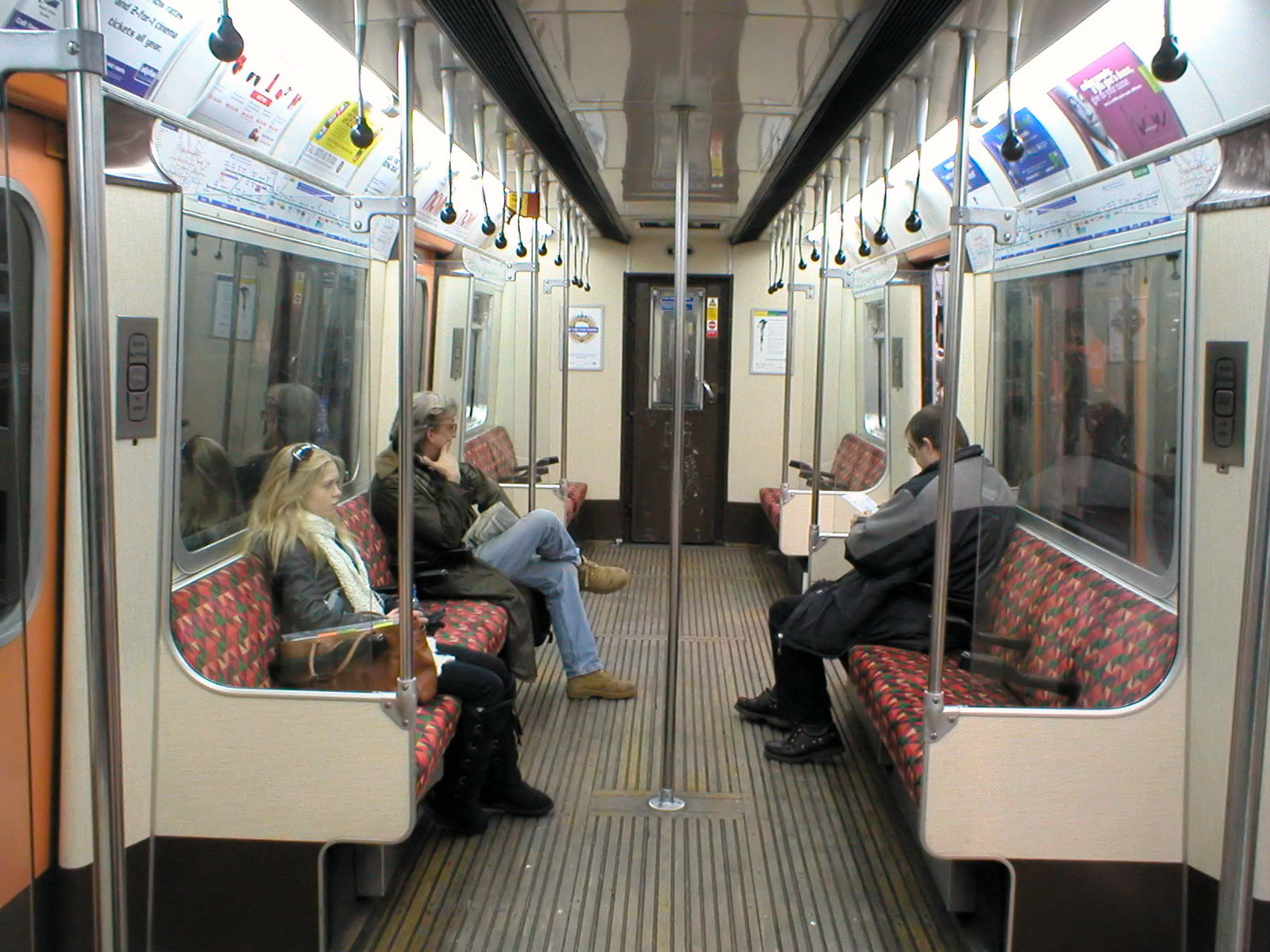
Een niet gerenoveerd treinstel

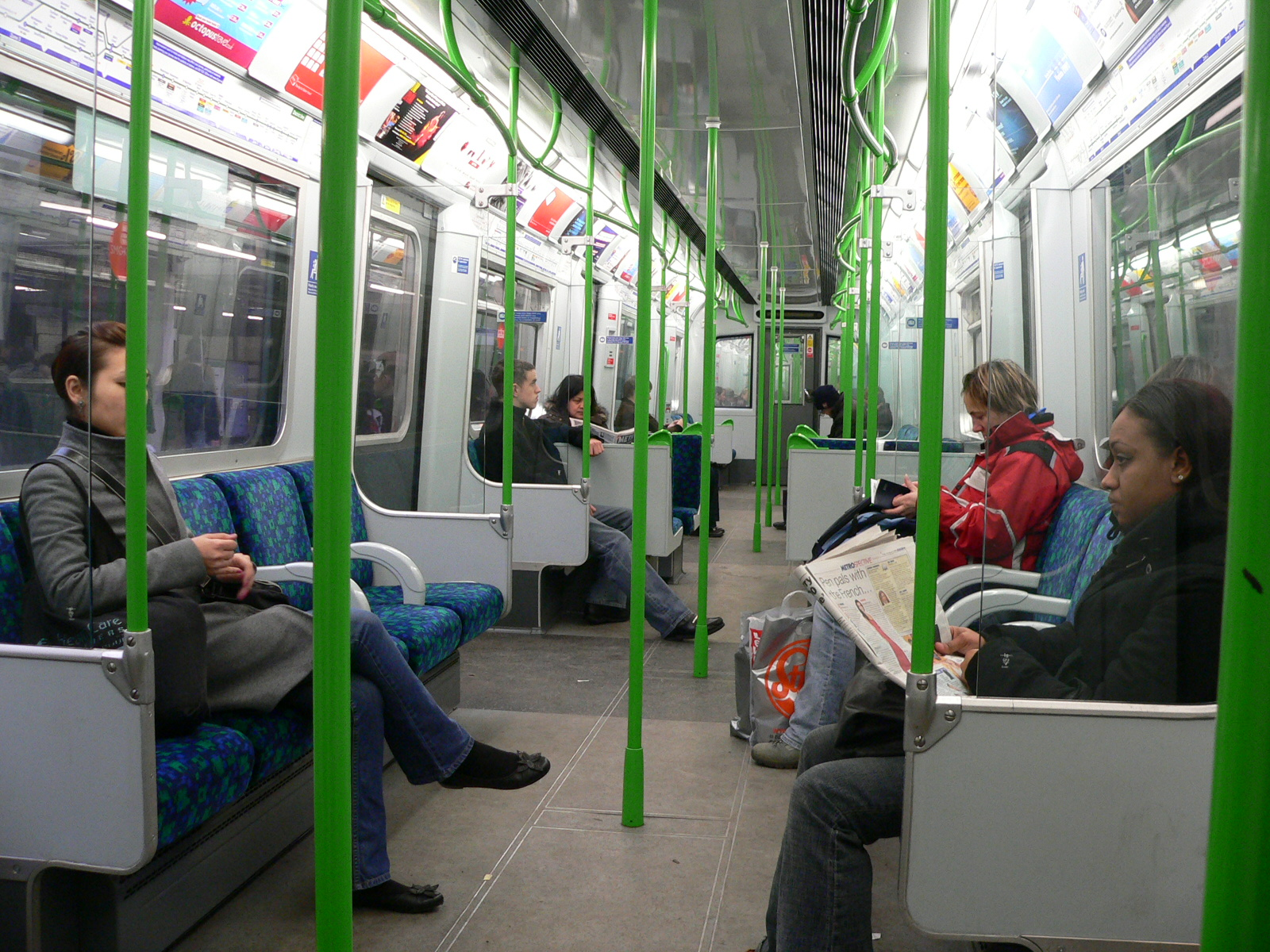
Een gerenoveerd treinstel

- Camerabewaking

## Omroepsysteem
In de gerenoveerde treinen was de stem van Emma Clarke te horen
Voorbeeld:
- This is Bromley-by-Bow
- This is a District Line train, to Ealing Broadway

## Afvoer

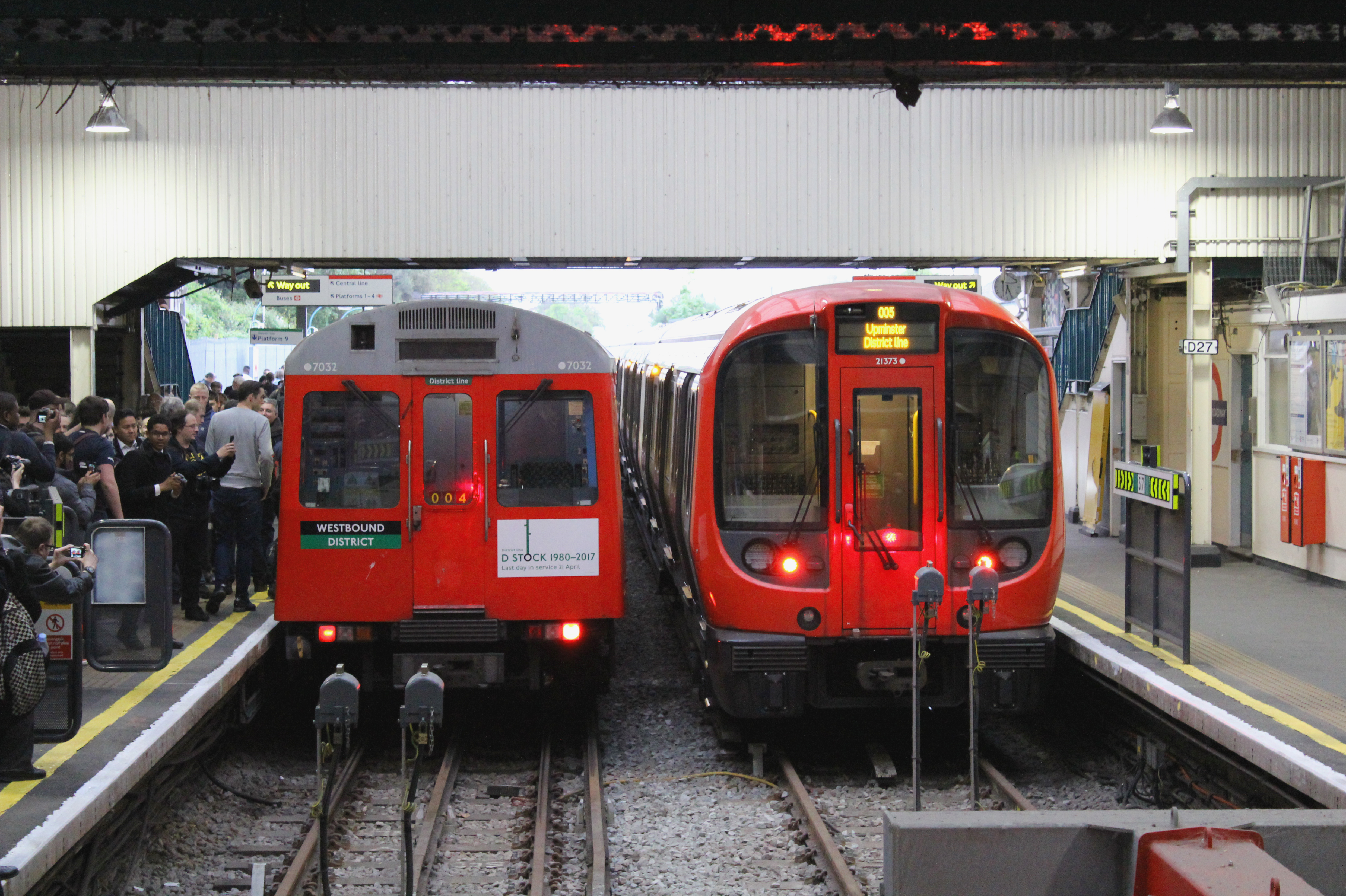
De D Stock en zijn vervanger, de S7 Stock, op station Ealing Broadway op de laatste dag waarop de D-stock werd ingezet

In januari 2015 begon de afvoer van dit materieel, wat tot april 2017 duurde. Hoewel de treinstellen nog jaren mee zouden kunnen, worden ze toch afgevoerd om een uniform materieelpark te krijgen. De opvolger is de S7 Stock. Op 7 mei 2017 werd officieel afscheid van de D-stock bij de Londense metro genomen.

## Tweede leven alsD-train
Vanwege de goede staat waarin de treinstellen verkeren, heeft het bedrijf Vivarail in 2014 ruim 200 rijtuigen opgekocht om ze om te bouwen tot treinstellen type D-Train. Ze kunnen naar wens van de klant worden ingericht, en kunnen worden uitgevoerd als diesel-elektrisch treinstel of elektrisch treinstel met voeding vanaf een derde rail, bovenleiding of vanuit accu's.

## Galerij

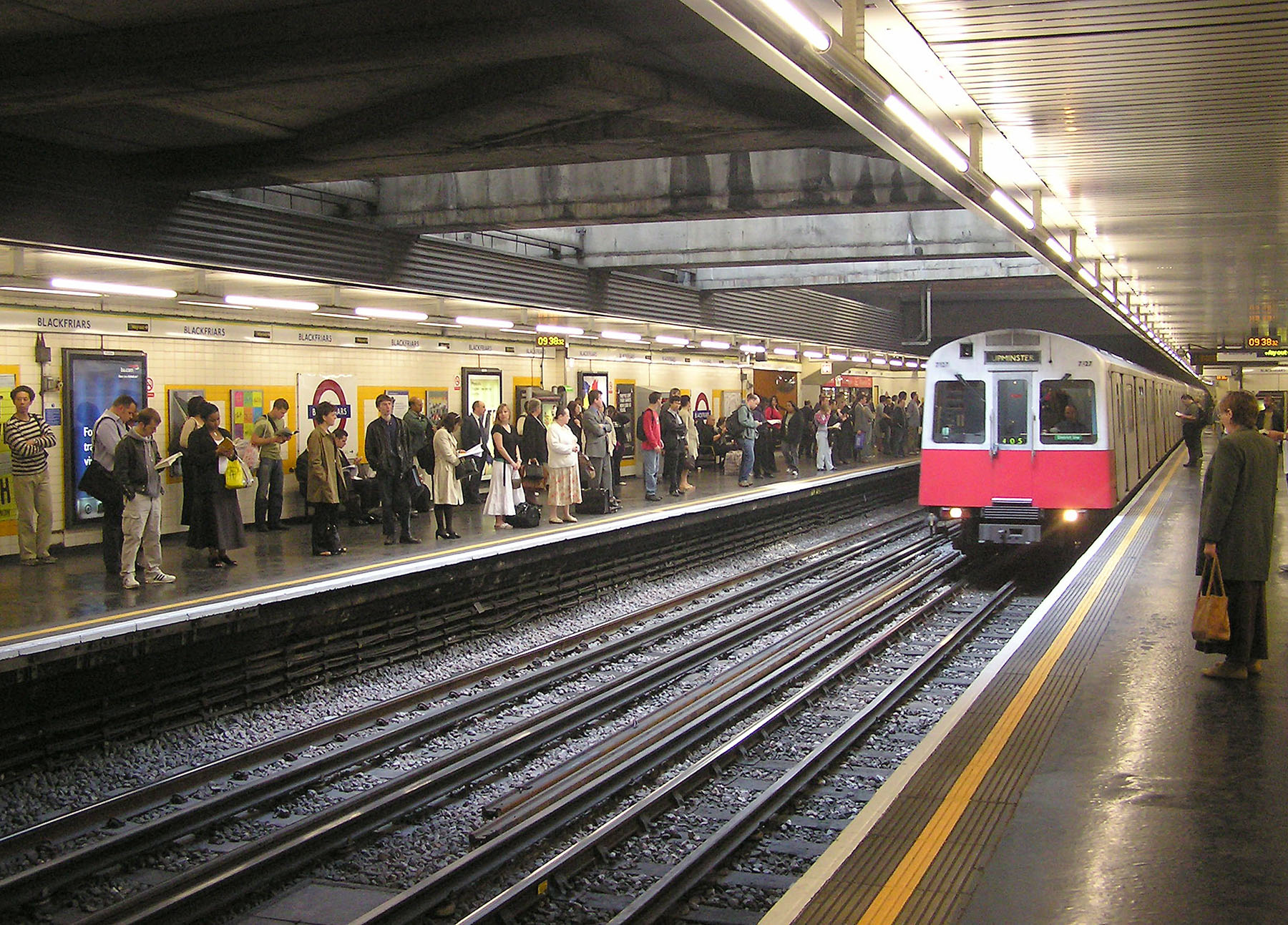
Type D komt aan op station Blackfriars
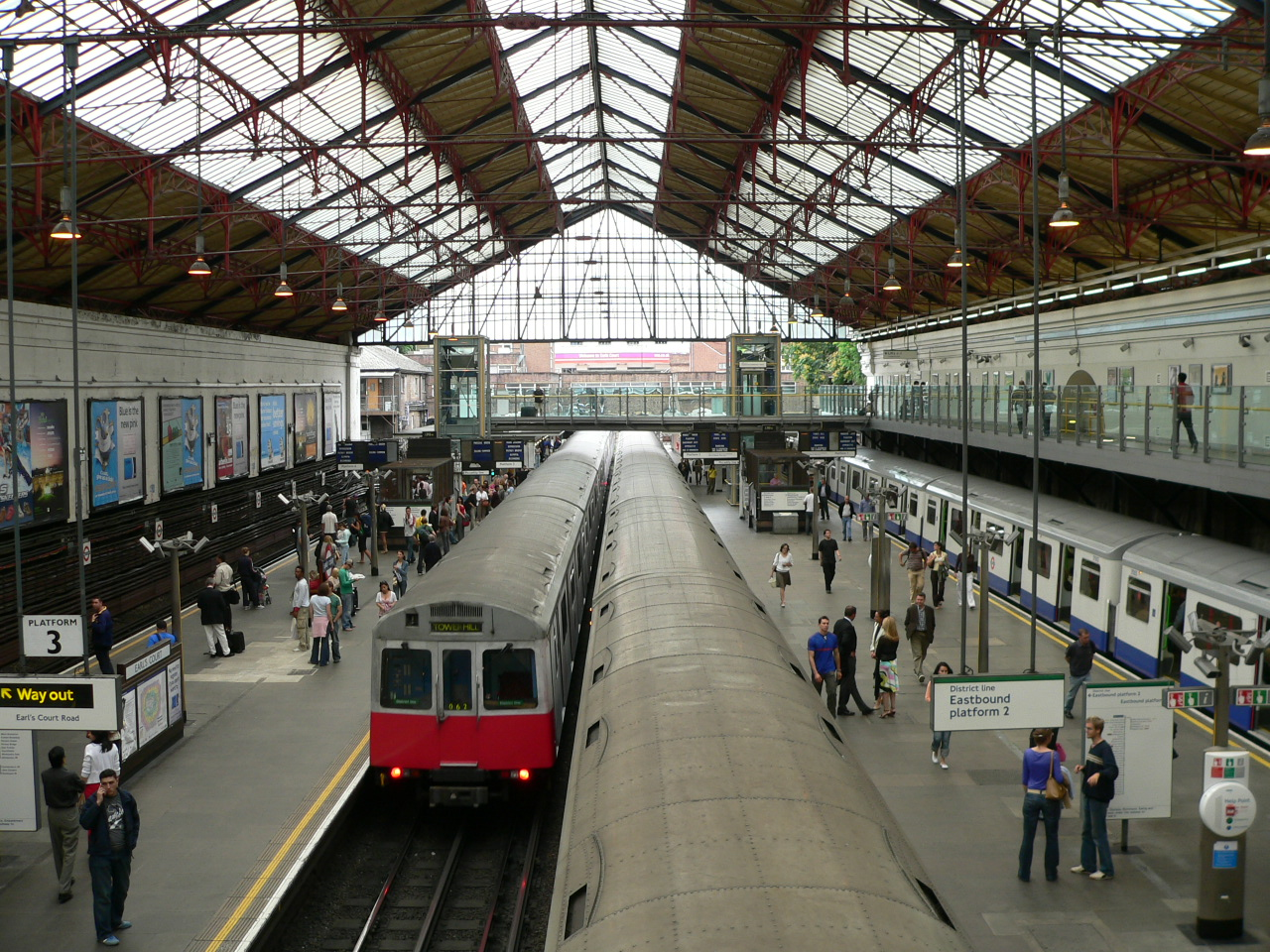
Type D treinen op Earl's Court, waarvan één gerenoveerd is.
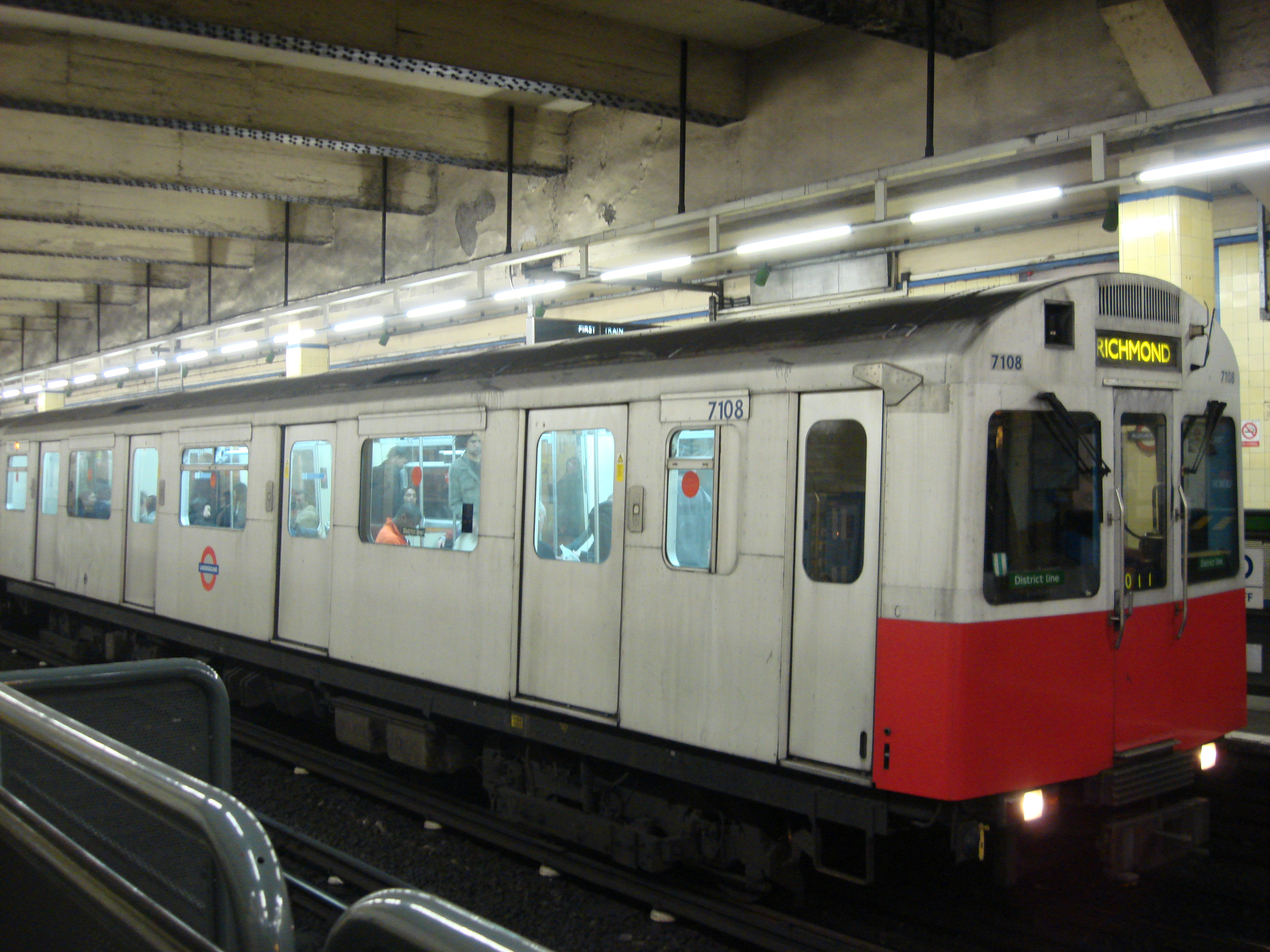
Een niet gerenoveerde District Line trein op Aldgate East
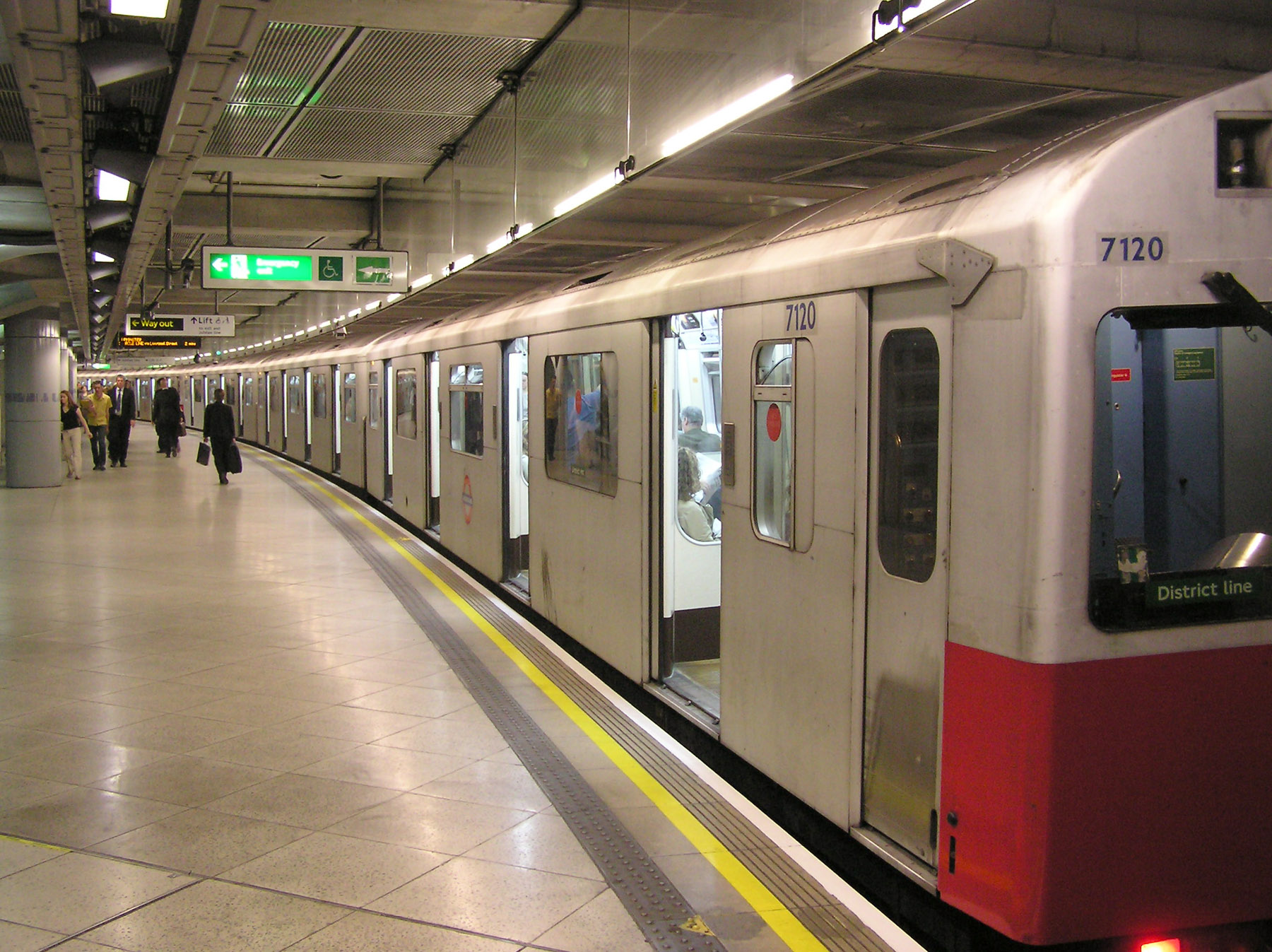
Een niet gerenoveerde Type D trein op Westminster
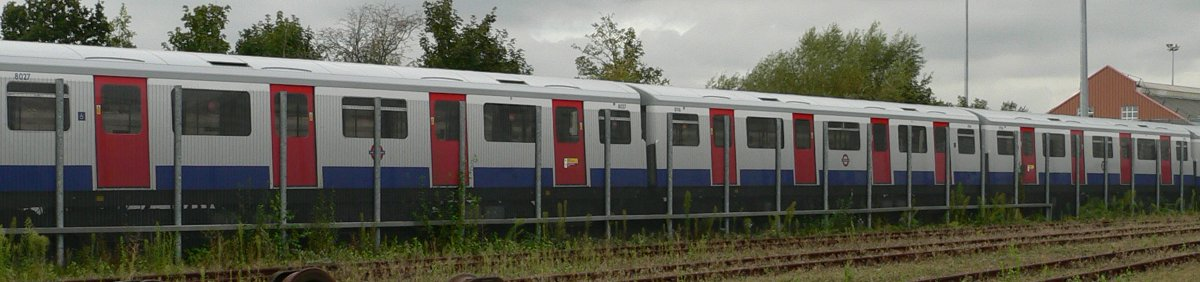
Een gerenoveerd treinstel in het depot Ealing Common
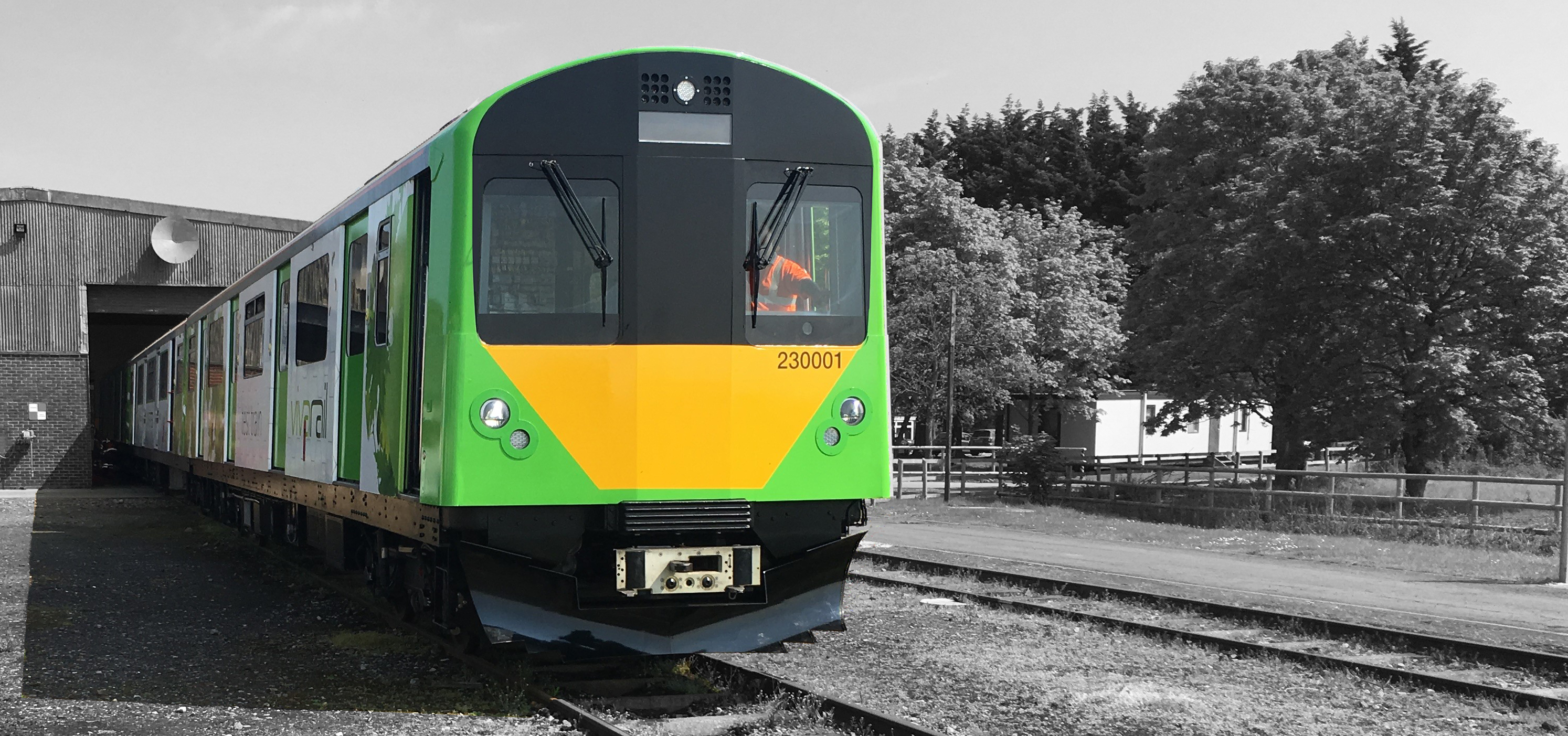
Prototype ombouw D-stock naar Class 230

## Meer informatie
- Brian Hardy. London Underground Rolling Stock, 1984, ISBN 0904711587